# Xiaozhong He
Xiaozhong He (kinesiska: 小中河) är ett vattendrag i Kina. Det ligger i storstadsområdet Peking, i den norra delen av landet, omkring 21 kilometer öster om stadskärnan.
Genomsnittlig årsnederbörd är 711 millimeter. Den regnigaste månaden är juli, med i genomsnitt 222 mm nederbörd, och den torraste är januari, med 2 mm nederbörd.